# Camryn Jones
Pour les articles homonymes, voir Jones.
Camryn Jones est une actrice américaine. 

## Carrière
En 2022, elle tient l'un des rôles principaux de la série télévisée Paper Girls, adaptation de la bande dessinée du même nom écrite par Brian K. Vaughan et illustrée par Cliff Chiang,.

## Filmographie

### Cinéma
- 2017 : Created Equal : Samantha
- 2020 : Bob l'éponge, le film : Éponge en eaux troubles : personnages divers (voix)

### Télévision

#### Séries télévisées
- 2017 : The Mayor : Theresa
- 2017 : Law and Order True Crime : une fille
- 2019 : Perpetual Grace, LTD : Theresa Williams (3 épisodes)
- 2020 : Cherish the Day : Esther (3 épisodes)
- 2022 : Paper Girls : Tiffany Quilkin (8 épisodes)

#### Séries d'animation
- 2020–2022 : Pete the Cat : Boo Burrow (voix, 8 épisodes)
- 2021 : Pacific Rim: The Black : Hayley (voix, 3 épisodes)

#### Téléfilms
- 2018 : Steps : Maeve

### Jeux vidéo
- 2019 : Far Cry: New Dawn (voix)